# Lovitura de stat din Nigeria din 1975
Lovitura de stat din Nigeria din 1975 a fost o lovitură de stat militară fără vărsare de sânge, care a avut loc în Nigeria, la 29 iulie 1975, când o facțiune de ofițeri inferiori ai Forțelor Armate l-au răsturnat de la putere pe generalul Yakubu Gowon (care preluase puterea în contralovitura de stat din 1966). Colonelul Joseph Nanven Garba a anunțat lovitura de stat într-o emisiune la Radio Nigeria (care a devenit CFRN în 1978). În momentul loviturii de stat, Gowon participa la cel de-al 12-lea summit al Organizației Unității Africane (OUA) din Kampala, Uganda. Comandanții loviturii de stat l-au numit pe generalul de brigadă Murtala Mohammed în funcția de șef al statului și pe generalul de brigadă Olusegun Obasanjo ca adjunct al său. Lovitura de stat a fost motivată de nemulțumirea tinerilor ofițeri față de lipsa progresului în transformarea Nigeriei într-un stat democratic, în timpul guvernării lui Gowon, în timp ce Garba, considerat ca omul din interior, este cel care s-a asigurat că lovitura de stat se va realiza fără vărsare de sânge.
Mohammed, ale cărui politici și hotărâri i-au adus un mare sprijin popular și l-au ridicat la statutul de erou popular, a rămas la putere până la 13 februarie 1976, când a fost asasinat în timpul unei tentative de lovitură de stat. Obasanjo i-a succedat ca șef al statului.